# Ndey Njie
Ndey Njie ist eine gambische Politikerin.

## Leben
Njie besuchte die Armitage High School in Janjanbureh.
Bei den Parlamentswahlen in Gambia 2002 trat sie für die Regierungspartei APRC an. Nachdem sie sich in der Partei als Kandidatin gegen den Mandatsinhaber Fafa Touray durchsetzen konnte, erhielt sie bei den Wahlen im Wahlkreis Lower Saloum mit ca. 67 % der Stimmen deutlich mehr Zustimmung als ihr Konkurrent Biran Ceesay (NRP).
Anfang Juni 2006 wurde sie von der Nationalversammlung als Abgeordnete ins Parlament der Westafrikanischen Wirtschaftsgemeinschaft (ECOWAS) entsandt.
Um 2011 arbeitete sie im öffentlichen Dienst in Brikama als Second Class Magistrate.